# Braunschweiger Hütte
Die Braunschweiger Hütte ist eine Schutzhütte der Kategorie I der Sektion Braunschweig des Deutschen Alpenvereins (DAV). Sie befindet sich in den Ötztaler Alpen bei Mittelberg im hintersten Pitztal auf 2759 m ü. A. Sie liegt am Europäischen Fernwanderweg E5.

## Geschichte
Die Hütte wurde im Jahre 1892 erbaut und in den Jahren 1932 und 1965 erweitert. Von 2010 bis 2012 fand eine bauliche Generalsanierung statt, dabei wurde auch ein Seminarraum eingerichtet.

### Kapelle
Am Sonntag, den 8. August 1926 fand in der Hütte die erste Heilige Messe statt. 1930 folgte in der Hütte die Einrichtung einer Kapelle. Da die Kapelle 2012 im Zuge der Generalsanierung der Hütte weichen musste, begannen 2016 die Planungen für einen Ersatzbau. Im Sommer 2019 wurde unweit der Braunschweiger Hütte das Fundament dafür erstellt, und im Sommer 2021 darauf die freistehende ökumenische Marienkapelle errichtet. Im Sommer 2022 folgte die Einweihung der Kapelle.

## Anreise
Mit dem Zug nach Imst, mit Bus oder Pkw nach Mittelberg oder Sölden.

## Aufstieg

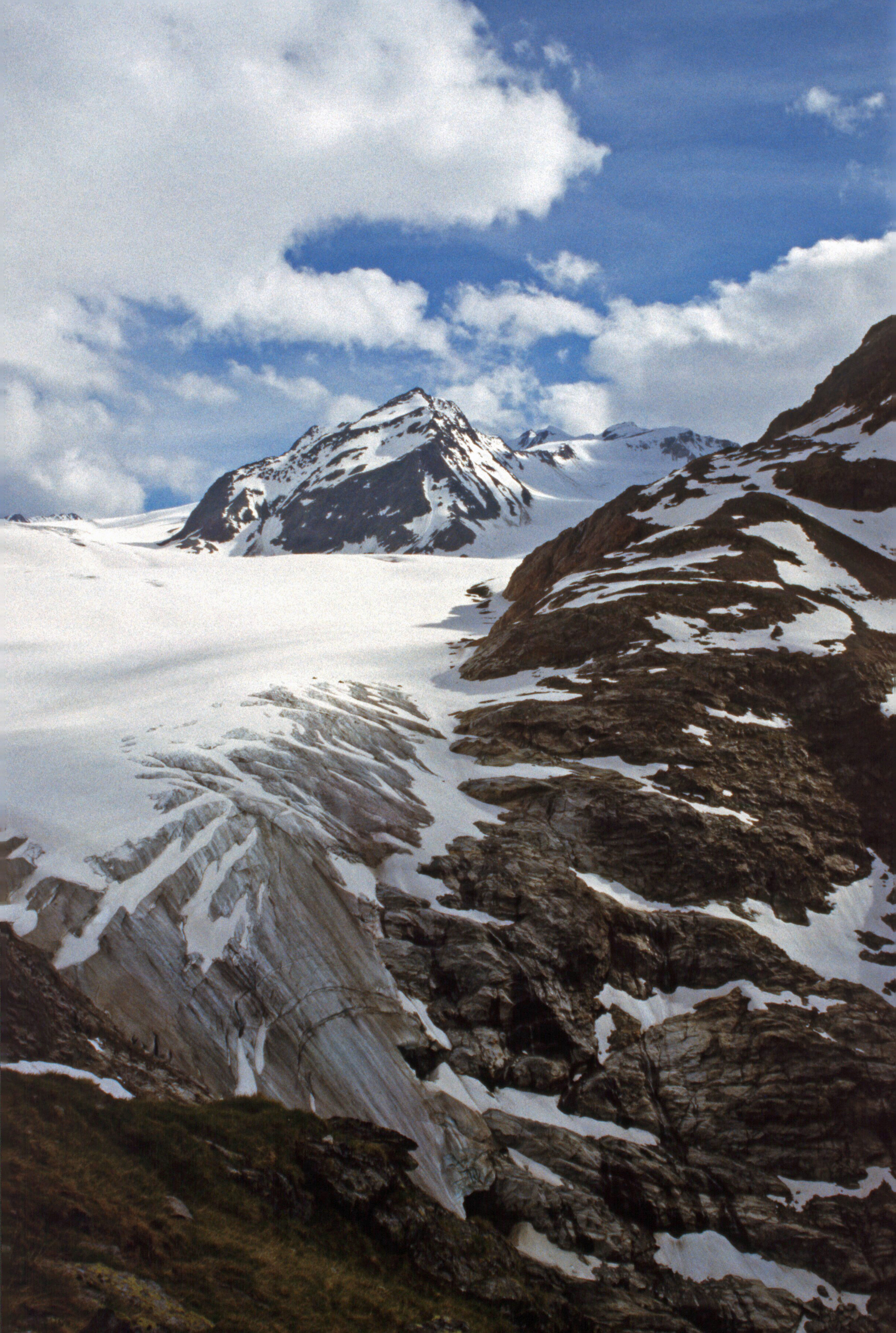
Mittelbergferner (1999) von Norden, vom alten Anstiegsweg zur Hütte

### Von Mittelberg
Auf Fahrweg am Ende des Pitztals entlang der Pitze ins Gries bis zur Talstation der Materialseilbahn (am Gletscherstübele) und von dort auf markiertem Steig zur Hütte. Für die rund 1.000 Höhenmeter rechnet man eine Gehzeit von ca. 3 Stunden. Mit der Materialseilbahn ist der Gepäcktransport möglich.
Alternativ kann man mit dem Pitztaler Gletscherexpress auf eine Höhe von 2841 m fahren. Von dort entlang des Sessellifts absteigen, die Gletscherzunge des Mittelbergferners queren und zu der schon von weitem sichtbaren Hütte aufsteigen. Für die Begehung des eigentlich verhältnismäßig harmlosen Gletschers ist dennoch Gletscherausrüstung notwendig. Die Gehzeit beträgt bei etwa 100 Höhenmetern ca. 1 Stunde.

### Von Sölden im Ötztal
Entweder vom obersten Parkplatz Rettenbachjoch (2780 m, erreichbar über die mautpflichtige Ötztaler Gletscherstraße) auf das Pitztaler Jöchl (3001 m) und weiter zur Hütte (200 Höhenmeter, Gehzeit ca. 1 Stunde) oder vom etwas tiefer gelegenen Parkplatz am Restaurant mit der Rettenbachjoch-Bahn zum Rettenbachjoch, dann kurz aber steil absteigen zum Karlesferner und zur Hütte queren (ca. ½ Stunde Gehzeit).

## Touren von der Braunschweiger Hütte
- Wildspitze (3772 m, Gehzeit ca. 5 Stunden)
- Innere Schwarze Schneid (3369 m, Gehzeit ca. 3 Stunden)
- Linker Fernerkogel (3277 m, Gehzeit ca. 2 Stunden)
- Karleskogel (3107 m, Gehzeit ca. 2 Stunden,'Hüttenwandl')
- Karleskopf (2901 m, Gehzeit 45 Minuten, 'Hüttenberg')
- Grabkogel (3051 m, Gehzeit 2 Stunden, Schwierigkeitsgrad I auf der UIAA-Skala)

In der Nähe der Hütte befindet sich der Franz-Auer-Klettergarten mit fünf Routen in den Schwierigkeitsgraden III– bis V– und Wandhöhen von 35 bis 45 Metern.

## Übergang zu anderen Hütten
- Rheinland-Pfalz-Biwak (3247 m, Gehzeit ca. 4½ Stunden)
- Breslauer Hütte (2840 m, Gehzeit ca. 4 Stunden)
- Vernagthütte (2766 m, Gehzeit ca. 5½ Stunden)
- Taschachhaus (2434 m, Gehzeit ca. 4½ Stunden)
- Rüsselsheimer Hütte (2323 m) über den Mainzer Höhenweg (Gehzeit ca. 9 Stunden)

## Karten
- Alpenvereinskarte Nr. 30/6 Ötztaler Alpen, Wildspitze (1:25.000)
- Alpenvereinskarte Nr. 30/5 Ötztaler Alpen, Geigenkamm (1:25.000)